# Renault MZ
Pour les articles homonymes, voir MZ.
Le Renault MZ est un camion fabriqué par le constructeur français Renault de 1925 à 1929.

## Conception
Le type MZ est un tracteur routier à attelage automatique. Doté d'une puissance fiscale de 17 CV, il a une charge utile de 5 t. Son moteur est un 4 cylindres 85 × 140 mm à essence.
Présenté au Mines en décembre 1924, il est produit de 1925 à 1927 en version MZ et de 1927 à 1929 en version MZ1.